# Турийская поселковая община
Турийская поселковая община (укр. Турійська селищна громада) — территориальная община в Ковельском районе Волынской области Украины.
Административный центр — посёлок Турийск.
Население составляет 18205 человек. Площадь — 869,4 км².
В соответствии с распоряжением Кабинета Министров Украины от 12 июня 2020 года, в состав общины вошла территория Турийского поселкового совета, а также Бобловского, Дольского, Дулибовского, Клюсского, Кульчинского, Купичевского, Маковичевского, Мокрецкого, Новодворского, Озерянского, Переваловского, Селецкого, Соловичевского и Туличевского сельских советов упразднённого Турийского района.

## Населённые пункты
В состав общины входят 1 посёлок и 51 село:
- Посёлок Турийск
- Бобловский старостинский округ:
  - Боблы
  - Оса
  - Ревушки
- Дольский старостинский округ:
  - Дольск
  - Растов
- Дулибовский старостинский округ:
  - Дулибы
  - Туричаны
- Клюсский старостинский округ:
  - Волица
  - Гаруша
  - Клюск
  - Тагачин
- Кульчинский старостинский округ:
  - Кульчин
  - Мировичи
  - Ставок
- Купичевский старостинский округ:
  - Купичев
  - Ныры
  - Свинарин
  - Черниев
- Маковичевский старостинский округ:
  - Липа
  - Маковичи
  - Мочалки
  - Осекров
  - Серкизов
- Мокрецкий старостинский округ:
  - Блаженик
  - Мокрец
  - Туропин
  - Турия
- Новодворский старостинский округ:
  - Дожва
  - Ловища
  - Новый Двор
  - Осьмиговичи
  - Поляна
  - Синявка
- Озерянский старостинский округ:
  - Озеряны
  - Пересека
  - Сушибаба
- Переваловский старостинский округ:
  - Осеребы
  - Охотники
  - Перевалы
  - Торговище
- Селецкий старостинский округ:
  - Задыбы
  - Селец
- Соловичевский старостинский округ:
  - Кустычи
  - Обенижи
  - Соловичи
- Туличевский старостинский округ:
  - Вербичное
  - Литин
  - Молодовка
  - Радовичи
  - Серебряница
  - Туличев